# Dialetto seto
Il dialetto seto o setu (nome nativo: seto kiil´; in estone setu keel) è una lingua baltofinnica parlata in Estonia.

## Distribuzione geografica
Il seto è parlato da circa 5.000 persone nell'Estonia meridionale.

## Classificazione
La maggior parte dei linguisti considera il seto come dialetto del võro, idioma il cui status di lingua o dialetto dell'estone è ancora dibattuto.
Alcuni studiosi mettono assieme seto e võro in un unico idioma chiamato võro-seto o estone meridionale, che includerebbe anche altre parlate locali quasi estinte come mulgi e tartu.